# Комуна (Франція)

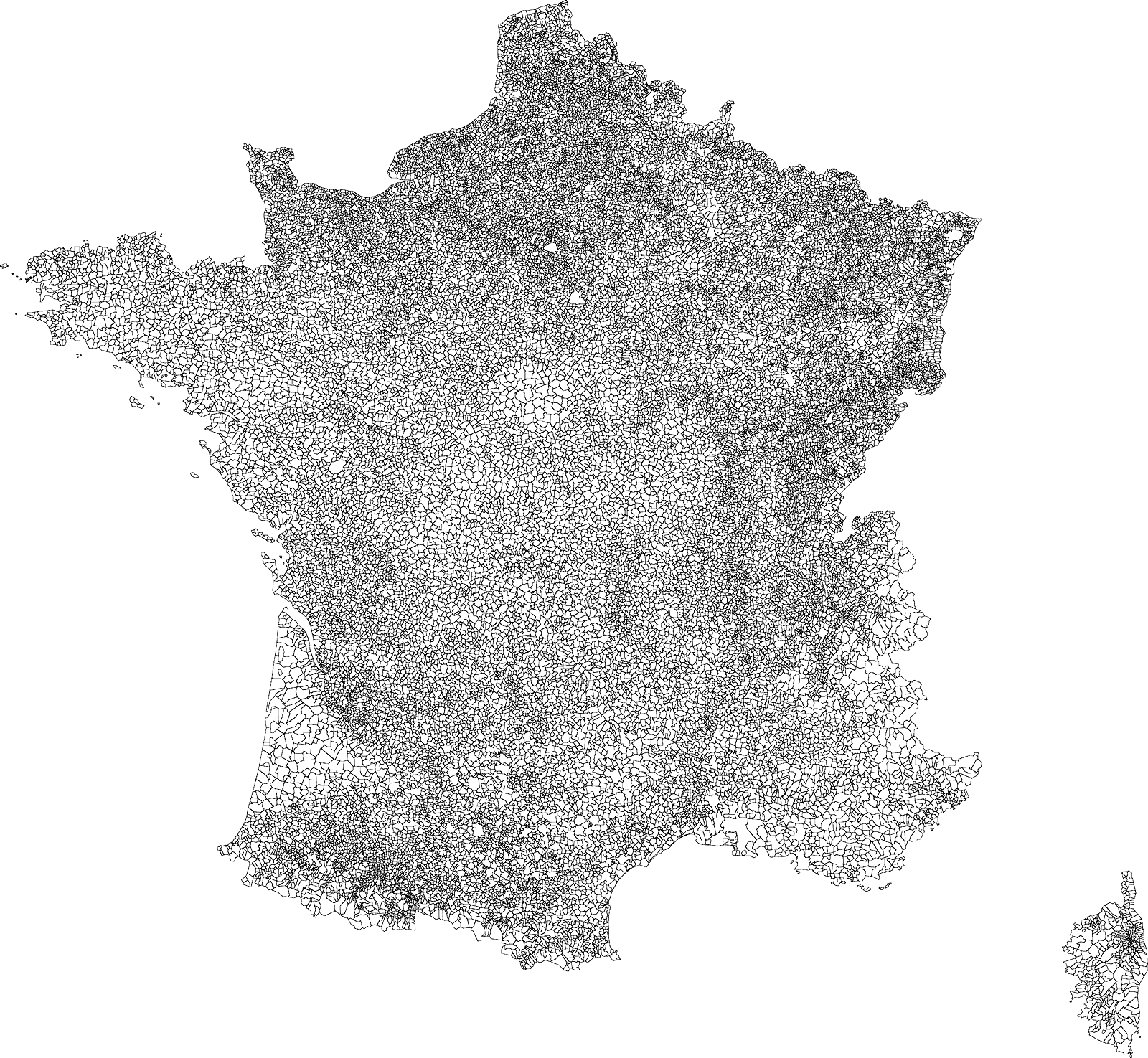
Карта з позначенням меж всіх 36 682 комун Франції

Кому́на (фр. commune — «громада») — найнижча адміністративно-територіальна одиниця Франції (за винятком таких комун, як Париж, Марсель і Ліон).
У низці інших країн французькій комуні відповідають муніципалітети, приходи й т. і. У Франції термін «муніципалітет» може вживатися як синонім терміна «комуна». Комуни можуть значно відрізнятися одна від одної за чисельністю населення. До комун належать як багатомільйонний Париж, так і село з десятьма жителями.
Комуни є найстарішими адміністративними одиницями Франції, оскільки до Великої французької революції поділу на комуни не було, роль комун частково виконували церковні приходи, число яких становило близько 60 000. Комуни були створені у 1789 році та отримали автономність за законом від 5 квітня 1884 року.
На початок 2024 р. у Франції налічувалося 34 935 комун, зокрема 34 806 — в метрополії і 129 — в заморських територіях. Середня площа комуни в метрополії становить 14,88 км², середнє медіанне значення — 10,73 км². Середнє медіанне населення комуни — 380 осіб. 7 комун взагалі не мають населення, а у комуні Рошфурша мешкає лише 1 особа.
Кожна комуна має мера і муніципальну раду. Повноваження цих суб'єктів не залежать від чисельності населення комуни. У Парижі, Марселі та Ліоні комуни підрозділяються на муніципальні округи.